# Audrey Horne/Diskografie
Diese Diskografie ist eine Übersicht über die musikalischen Werke der norwegischen Hard-Rock-Band Audrey Horne. Die Band wurde im Jahre 2002 gegründet und besteht derzeit aus dem Sänger Torkjell Rød, den Gitarristen Arve Isdal und Thomas Tofthagen, dem Bassisten Espen Lien und dem Schlagzeuger Kjetil Greve. Audrey Horne stehen bei Napalm Records unter Vertrag.

## Alben

### Studioalben
| Jahr | Titel Musiklabel              | Höchstplatzierung, Gesamtwochen, AuszeichnungChartplatzierungen (Jahr, Titel, Musiklabel, Platzierungen, Wochen, Auszeichnungen, Anmerkungen) | Höchstplatzierung, Gesamtwochen, AuszeichnungChartplatzierungen (Jahr, Titel, Musiklabel, Platzierungen, Wochen, Auszeichnungen, Anmerkungen) | Höchstplatzierung, Gesamtwochen, AuszeichnungChartplatzierungen (Jahr, Titel, Musiklabel, Platzierungen, Wochen, Auszeichnungen, Anmerkungen) | Höchstplatzierung, Gesamtwochen, AuszeichnungChartplatzierungen (Jahr, Titel, Musiklabel, Platzierungen, Wochen, Auszeichnungen, Anmerkungen) | Anmerkungen                              |
| Jahr | Titel Musiklabel              | DE | AT | CH | NO | Anmerkungen                              |
| ---- | ----------------------------- | --- | --- | --- | --- | ---------------------------------------- |
| 2005 | No Hay Banda Tuba Records     | — | — | — | NO32 (1 Wo.)NO | Erstveröffentlichung: 31. Juli 2007      |
| 2007 | Le Fol Indie Recordings       | — | — | — | NO22 (1 Wo.)NO | Erstveröffentlichung: 27. Juli 2007      |
| 2010 | Audrey Horne Indie Recordings | — | — | — | NO13 (4 Wo.)NO | Erstveröffentlichung: 26. Februar 2010   |
| 2013 | Youngblood Napalm Records     | DE66 (1 Wo.)DE | — | — | NO10 (3 Wo.)NO | Erstveröffentlichung: 25. Januar 2013    |
| 2014 | Pure Heavy Napalm Records     | DE90 (1 Wo.)DE | — | — | NO16 (1 Wo.)NO | Erstveröffentlichung: 19. September 2014 |
| 2018 | Blackout Napalm Records       | DE37 (1 Wo.)DE | AT68 (1 Wo.)AT | CH46 (1 Wo.)CH | — | Erstveröffentlichung: 12. Januar 2018    |
| 2022 | Devil’s Bell Napalm Records   | DE19 (1 Wo.)DE | — | CH16 (1 Wo.)CH | — | Erstveröffentlichung: 22. April 2022     |

### Livealben
| Jahr | Titel Musiklabel                     | Höchstplatzierung, Gesamtwochen, AuszeichnungChartplatzierungen (Jahr, Titel, Musiklabel, Platzierungen, Wochen, Auszeichnungen, Anmerkungen) | Höchstplatzierung, Gesamtwochen, AuszeichnungChartplatzierungen (Jahr, Titel, Musiklabel, Platzierungen, Wochen, Auszeichnungen, Anmerkungen) | Höchstplatzierung, Gesamtwochen, AuszeichnungChartplatzierungen (Jahr, Titel, Musiklabel, Platzierungen, Wochen, Auszeichnungen, Anmerkungen) | Höchstplatzierung, Gesamtwochen, AuszeichnungChartplatzierungen (Jahr, Titel, Musiklabel, Platzierungen, Wochen, Auszeichnungen, Anmerkungen) | Anmerkungen                            |
| Jahr | Titel Musiklabel                     | DE | AT | CH | NO | Anmerkungen                            |
| ---- | ------------------------------------ | --- | --- | --- | --- | -------------------------------------- |
| 2020 | Waiting for the Night Napalm Records | DE49 (1 Wo.)DE | — | — | — | Erstveröffentlichung: 28. Februar 2020 |

### EPs
| Jahr | Titel Musiklabel                   | Höchstplatzierung, Gesamtwochen, AuszeichnungChartplatzierungen (Jahr, Titel, Musiklabel, Platzierungen, Wochen, Auszeichnungen, Anmerkungen) | Höchstplatzierung, Gesamtwochen, AuszeichnungChartplatzierungen (Jahr, Titel, Musiklabel, Platzierungen, Wochen, Auszeichnungen, Anmerkungen) | Höchstplatzierung, Gesamtwochen, AuszeichnungChartplatzierungen (Jahr, Titel, Musiklabel, Platzierungen, Wochen, Auszeichnungen, Anmerkungen) | Höchstplatzierung, Gesamtwochen, AuszeichnungChartplatzierungen (Jahr, Titel, Musiklabel, Platzierungen, Wochen, Auszeichnungen, Anmerkungen) | Anmerkungen                         |
| Jahr | Titel Musiklabel                   | DE | AT | CH | NO | Anmerkungen                         |
| ---- | ---------------------------------- | --- | --- | --- | --- | ----------------------------------- |
| 2005 | Confessions & Alcohol Tuba Records | — | — | — | NO16 (1 Wo.)NO | Erstveröffentlichung: 31. Juli 2007 |

## Singles
| Jahr | Titel Musiklabel               | Anmerkungen                                               |
| ---- | ------------------------------ | --------------------------------------------------------- |
| 2012 | Youngblood Napalm Records      | Erstveröffentlichung: 21. Dezember 2012                   |
| 2014 | Out of the City Napalm Records | Erstveröffentlichung: 15. August 2014 Split-7" mit Zodiac |
| 2017 | Audrevolution Napalm Records   | Erstveröffentlichung: 15. Dezember 2017                   |

## Musikvideos
| Jahr | Titel                 |
| ---- | --------------------- |
| 2005 | Confessions & Alcohol |
| 2005 | Dead                  |
| 2007 | Threshold             |
| 2013 | Redemption Blues      |
| 2014 | Out of the City       |
| 2014 | Holy Roller           |
| 2017 | This Is War           |
| 2017 | Audrevolution         |
| 2022 | Devil’s Bell          |
| 2022 | Danse Macabre         |
| 2022 | Animal                |
| 2022 | Break Out             |

## Statistik

### Chartauswertung
|                     | DE    | AT    | CH    | NO    |
| ------------------- | ----- | ----- | ----- | ----- |
| Nummer-eins-Alben   | DE—DE | AT—AT | CH—CH | NO—NO |
| Top-10-Alben        | DE—DE | AT—AT | CH—CH | NO1NO |
| Alben in den Charts | DE5DE | AT1AT | CH2CH | NO6NO |